# Alessandro Crescenzi (football)
Pour les articles homonymes, voir Alessandro Crescenzi.
Alessandro Crescenzi, né le 25 septembre 1991 à Marino en Italie, est un footballeur italien évoluant au poste d'arrière latéral.

## Biographie

### En club

#### Les débuts
Alessandro Crescenzi commence le football à l'AS Marino, club de sa ville natale. Il passe ensuite à l'AS Rome où il effectue sa formation. Il débute en Serie A à 17 ans le 15 mars 2009 en remplaçant Jérémy Ménez à la 79e minute de jeu face à la Sampdoria (match nul 2-2).

#### Un joueur prêté
Alessandro Crescenzi est prêté en Serie B à l'US Grosseto durant l'été 2009. Il y fait ses débuts le 17 octobre 2009 face au Calcio Padoue en remplaçant Joelson (en) dans les arrêts de jeu (match nul 2-2). Il apparaît au total à six reprises en championnat sous les couleurs du club toscan.
Il est prêté la saison suivante au FC Crotone en Serie B. Il y débute lors du derby face à la Reggina le 22 août 2010 en étant titularisé lors de la première journée de Serie B (match nul 0-0). Alessandro Crescenzi dispute la saison 2010-2011 en tant que titulaire, excepté en fin de saison où il observe quelques matches depuis le banc des remplaçants.
À l'été 2011 il est prêté à l'AS Bari, toujours en Serie B. Le 14 août 2011, il y débute en étant titularisé lors du deuxième tour de la coupe d'Italie face au Spezia Calcio 1906 (victoire 1-0). Alessandro Crescenzi débute en championnat le 9 septembre 2011 lors de la quatre journée face au Calcio Padoue (défaite 1-0) et dispute toute la saison comme titulaire.
Le 28 juillet 2012, Alessandro Crescenzi est prêté au Delfino Pescara 1936 en Serie A. En janvier 2013 il est prêté pour le reste de la saison au Novare Calcio[réf. nécessaire].
Le 29 août 2013, il est prêté à l'AC Ajaccio en Ligue 1. N'entrant ni dans les plans de Fabrizio Ravanelli ni de son successeur sur le banc ajaccien Christian Bracconi, il retourne à l'AS Rome avant d'être de nouveau prêté à un club dans lequel il a déjà évolué un an auparavant, le Novare Calcio.

### En sélection
Alessandro Crescenzi évolue parmi les sélections de jeunes italiennes. Il est sélectionné pour la première fois avec les espoirs italiens le 25 mars 2009 face à l'Autriche (match nul 2-2).
Il dispute notamment la coupe du monde des moins de 20 ans 2009 où l'Italie est éliminée en quart-de-finale par la Hongrie et l'Euro des moins de 19 ans 2010 où l'Italie est éliminée dès la phase de poules. Il participe également aux jeux méditerranéens 2009 où l'Italie atteint la finale et au tournoi de Toulon 2011 où il finit troisième.

## Statistiques
| Saison                | Club                   | Championnat           | Championnat | Championnat | Coupe nationale | Coupe nationale | Coupe de la Ligue | Coupe de la Ligue | Total | Total |
| Saison                | Club                   | Division              | M.          | B.          | M.              | B.              | M.                | B.                | M.    | B.    |
| 2008-2009             | AS Rome                | Serie A               | 1           | 0           | -               | -               | -                 | -                 | 1     | 0     |
| 2009-2010             | US Grosseto (prêt)     | Serie B               | 6           | 0           | -               | -               | -                 | -                 | 6     | 0     |
| 2010-2011             | FC Crotone (prêt)      | Serie B               | 33          | 0           | -               | -               | -                 | -                 | 33    | 0     |
| 2011-2012             | AS Bari (prêt)         | Serie B               | 30          | 0           | 2               | 0               | -                 | -                 | 32    | 0     |
| 2012-2013             | Delfino Pescara (prêt) | Serie A               | -           | -           | 1               | 0               | -                 | -                 | 1     | 0     |
| 2012-2013             | Novare Calcio (prêt)   | Serie B               | 18+2        | 1+0         | -               | -               | -                 | -                 | 20    | 1     |
| 2013-2014             | AC Ajaccio (prêt)      | Ligue 1               | 9           | 0           | 1               | 0               | 1                 | 0                 | 11    | 0     |
| 2013-2014             | Novare Calcio (prêt)   | Serie B               | 19+2        | 0           | -               | -               | -                 | -                 | 21    | 0     |
| 2014-2015             | AC Pérouse (prêt)      | Serie B               | 39+1        | 0           | 3               | 0               | -                 | -                 | 43    | 0     |
| 2015-2016             | Delfino Pescara (prêt) | Serie B               | 23+4        | 0           | -               | -               | -                 | -                 | 27    | 0     |
| Total sur la carrière | Total sur la carrière  | Total sur la carrière | 187         | 1           | 7               | 0               | 1                 | 0                 | 195   | 1     |

## Palmarès
Italie -20 ans
- Jeux méditerranéens
  - Finaliste : 2009.
- Tournoi de Toulon
  - Troisième : 2011.